# Beth Gibbons

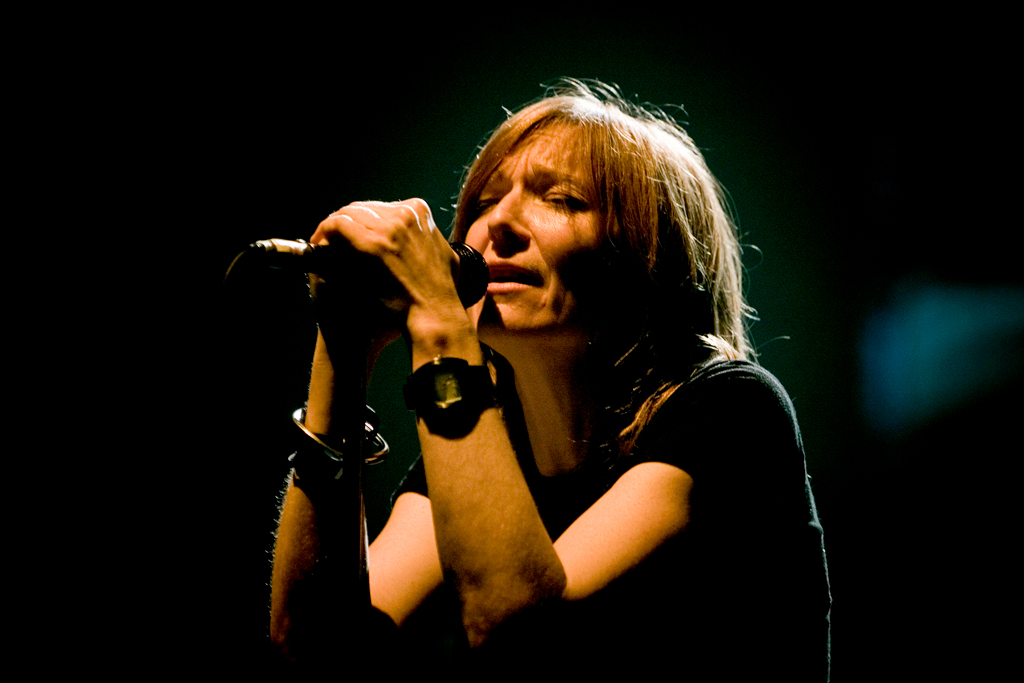
Beth Gibbons (2008)

Beth Gibbons (* 4. Januar 1965 in Exeter, Großbritannien) ist die Sängerin der britischen Trip-Hop-Gruppe Portishead, Komponistin und Filmmusikkomponistin.

## Leben
Zusammen mit ihrer Mutter und ihren beiden Schwestern wuchs sie auf einer Farm auf. Gibbons mochte das harte Farmerleben und vor allem den daraus resultierenden starken Zusammenhalt in der Familie. Im Jugendalter zog sie es vor, mit ihrer Mutter die Abende zu Hause zu verbringen und sich Platten anzuhören, anstatt mit ihren Freunden in der nahegelegenen Stadt zu feiern. 
Mit 22 Jahren ging sie nach Bristol, wo sie 1991 auf Geoff Barrow traf, ihren zukünftigen Partner bei Portishead. Zusammen mit Jazz-Gitarrist Adrian Utley nahmen sie ein Demo auf und wurden vom Musiklabel Go!Beat unter Vertrag genommen.
Zusammen mit Paul Webb von Talk Talk erlangte Beth Gibbons als „Beth Gibbons and Rustin’ Man“ auch außerhalb von Portishead Anerkennung. Sie schrieb auch einen Song für Joss Stones Album Mind, Body & Soul.
Beth Gibbons komponierte den Soundtrack zu dem französischen Film L’Annulaire von Diane Bertrand.
Am 29. November 2014 wirkte sie an einer Aufführung der 3. Sinfonie des polnischen Komponisten Henryk Mikołaj Górecki mit dem Nationalen Symphonieorchester des Polnischen Rundfunks unter der Leitung von Krzysztof Penderecki im Grand National Opera Theatre in Warschau mit, wo sie die Sopranstimme übernahm. Die Aufnahme wurde erst im Jahr 2019 veröffentlicht.
Ihr erstes eigentliches Soloalbum Lives Outgrown erschien 2024. Hier wurde sie von Lee Harris und James Ford unterstützt. Das Album wurde in den Medien positiv aufgenommen.

## Diskografie

### Mit Portishead
- 1994: Dummy
- 1997: Portishead
- 1998: Roseland NYC Live
- 2008: Third

### Solo

#### Alben
| Jahr | Titel                                                               | Höchstplatzierung, Gesamtwochen, AuszeichnungChartplatzierungen (Jahr, Titel, Platzierungen, Wochen, Auszeichnungen, Anmerkungen) | Höchstplatzierung, Gesamtwochen, AuszeichnungChartplatzierungen (Jahr, Titel, Platzierungen, Wochen, Auszeichnungen, Anmerkungen) | Höchstplatzierung, Gesamtwochen, AuszeichnungChartplatzierungen (Jahr, Titel, Platzierungen, Wochen, Auszeichnungen, Anmerkungen) | Höchstplatzierung, Gesamtwochen, AuszeichnungChartplatzierungen (Jahr, Titel, Platzierungen, Wochen, Auszeichnungen, Anmerkungen) | Anmerkungen                                                                          |
| Jahr | Titel                                                               | DE | AT | CH | UK | Anmerkungen                                                                          |
| ---- | ------------------------------------------------------------------- | --- | --- | --- | --- | ------------------------------------------------------------------------------------ |
| 2002 | Out of Season                                                       | DE13 (8 Wo.)DE | AT54 (2 Wo.)AT | CH36 (5 Wo.)CH | UK28 Silber · (3 Wo.)UK | Erstveröffentlichung: 28. Oktober 2002 mit Rustin Man                                |
| 2019 | Henryk Górecki: Symphony No. 3 – Symphony of Sorrowful Songs op. 36 | DE25 (1 Wo.)DE | AT58 (1 Wo.)AT | CH44 (2 Wo.)CH | UK35 (1 Wo.)UK | Beth Gibbons and the Polish National Radio Symphony Orchestra / Krzysztof Penderecki |
| 2024 | Lives Outgrown                                                      | DE5 (4 Wo.)DE | AT5 (3 Wo.)AT | CH4 (4 Wo.)CH | UK7 (1 Wo.)UK | Erstveröffentlichung: 17. Mai 2024                                                   |

Weitere Alben
- 2003: Beth Gibbons and Rustin Man – Acoustic Sunlight

#### Singles
| Jahr | Titel Album                                  | Höchstplatzierung, Gesamtwochen, AuszeichnungChartplatzierungen (Jahr, Titel, Album, Platzierungen, Wochen, Auszeichnungen, Anmerkungen) | Höchstplatzierung, Gesamtwochen, AuszeichnungChartplatzierungen (Jahr, Titel, Album, Platzierungen, Wochen, Auszeichnungen, Anmerkungen) | Anmerkungen                                    |
| Jahr | Titel Album                                  | UK | US | Anmerkungen                                    |
| --- | -------------------------------------------- | --- | --- | ---------------------------------------------- |
| 2002 | Tom the Model Out of Season                  | UK70 (2 Wo.)UK | — | Beth Gibbons & Rustin Man                      |
| Folgende Lieder erschienen nicht als Single, wurden aber durch das Album zum Download und Streaming bereitgestellt und konnten somit eine Platzierung erlangen: |                                              | | |                                                |
| |                                              | | |                                                |
| 2022 | Mother I Sober Mr. Morale & the Big Steppers | — | US59 (1 Wo.)US | Charteinstieg: 28. Mai 2022 mit Kendrick Lamar |

## Auszeichnungen für Musikverkäufe
| Goldene Schallplatte - Dänemark - 2024: für das Album Out of Season |

Anmerkung: Auszeichnungen in Ländern aus den Charttabellen bzw. Chartboxen sind in ebendiesen zu finden.
| Land/RegionAuszeichnungen für Musikverkäufe (Land/Region, Auszeichnungen, Verkäufe, Quellen) | Silber  | Gold  | Platin | Verkäufe | Quellen   |
| -------------------------------------------------------------------------------------------- | ------- | ----- | ------ | -------- | --------- |
| Dänemark (IFPI)                                                                              | —       | Gold1 | —      | 10.000   | ifpi.dk   |
| Vereinigtes Königreich (BPI)                                                                 | Silber1 | —     | —      | 200.000  | bpi.co.uk |
| Insgesamt                                                                                    | Silber1 | Gold1 | —      |          |           |